# Мирошов (Рокицани)
Мирошов (чеш. Mirošov) град је у Чешкој Републици. Град се налази у управној јединици Плзењски крај, у оквиру којег припада округу Рокицани.

## Становништво
Према подацима о броју становника из 2014. године град је имао 2.233 становника.